# أوتاب
أوتاب (بالإنجليزية: Otap)‏ هو بسكويت مصنوع من عجينة منتفخة على شكل بيضاوي، وموطنه الأصلي هو مدينة سيبو في الفلبين.
يٌحضر عادةً من مزيج من الدقيق، والسمن، وجوز الهند، والسكر، يشبه بسكويت بالميي الفرنسي، لكنه يتميز بشكل بيضاوي وطبقات أكثر إحكامًا ونحافة، كما يمتاز بقوام هش ومميز، ويخضع لعملية خبز تمر بإحدى عشرة مرحلة لتحقيق قوامه الفريد.